# Cabo San Juan de Salvamento
El cabo San Juan del Salvamento, o cabo San Juan, es un promontorio rocoso situado en el mar Argentino del océano Atlántico, en el extremo oriental de la península Aguirre en la isla de los Estados, en la región austral de América del Sur. Pertenece al departamento Ushuaia, de la provincia de Tierra del Fuego, Antártida e Islas del Atlántico Sur en el sur de la Patagonia argentina. Aquí se localiza el famoso Faro del Fin del Mundo (llamado oficialmente Faro de San Juan de Salvamento) construido en 1884, siendo el más antiguo de Argentina.
Fue bautizado como '«cabo San Juan»' el 29 de enero de 1706, por Juan de Noail, señor de Parc (en francés, Jean Nouail o Nouaille, sieur du Parc), capitán del navío corsario Sage-Salomon, del puerto bretón de Saint-Malo. El añadido «de Salvamento» fue impuesto por el comodoro Augusto Lasserre en abril de 1884, durante la construcción del faro, a fin de dejar patente su finalidad. El nombre San Juan de Salvamento se extendió al entorno del cabo y en particular al pequeño puerto que fue instalado en una bahía contigüa.
Debido a la importancia histórica del lugar y siendo necesario preservar su memoria, el decreto 64/99 del 3 de febrero de 1999 declaró Lugares Históricos Nacionales a los emplazamientos donde estuvieron ubicados el faro y el puerto de San Juan de Salvamento.
Este cabo es el punto bajo dominio argentino más cercano a las islas Malvinas (ubicadas desde aquí a 356,4 km), territorio argentino bajo ocupación del Reino Unido.